# Laborem Exercens
Laborem Exercens (Совершая труд) — третья по счёту энциклика Папы римского Иоанна Павла II, опубликованная 14 сентября 1981 года. Энциклика посвящена социальному учению Католической церкви, касающемуся наёмного труда и капитала. Приурочена к 90-летию выхода в свет энциклики Rerum Novarum, положившей основание современному социальному учению Католической церкви, и во многом перекликается с ней и с последующими папскими «социальными энцикликами».

## Структура
Энциклика состоит из 27 глав, разделённых на 5 частей.
- Введение
- Труд и человек
- Конфликт между трудом и капиталом на современном этапе истории
- Права трудящихся
- Духовные основы труда

## История
Социальная доктрина Католической церкви, отвечающая реалиям Нового времени, начала формироваться в середине XIX века, однако окончательное её формирование связано с энцикликой папы Льва XIII Rerum Novarum, в которой впервые чётко формулировалось отношение Католической церкви к таким проблемам, как конфликт наёмного труда и капитала, отношение к частной собственности, созданию профсоюзов и социалистической идеологии. Rerum Novarum стала важной вехой не только в социальном учении Католической церкви, но и в истории движения, известного как Христианская демократия.
Юбилеи этой важной энциклики неоднократно отмечались папами, выпускавшими к юбилеям соответствующие документы. Так папа Пий XI в 1931 году отметил сороковую годовщину этой энциклики документом Quadragesimo Anno (В год сороковой). Папа Иоанн XXIII на 70-летний юбилей издал в 1961 году энциклику Mater et Magistra (Мать и наставница).
Иоанн Павел II первоначально планировать выпустить энциклику в честь 90-летнего юбилея «Rerum Novarum» в мае 1981 года, однако эти планы сорвало покушение на него 13 мая 1981 года, совершённое Мехметом Али Агджой. Во время лечения папа продолжал работу над своей социальной энцикликой, и 14 сентября 1981 года она наконец-то была опубликована под названием «Laborem Exercens» (Совершая труд, другой вариант перевода Трудом своим).
Я хотел, чтобы этот документ был обнародован 15 мая 1981 г., в день девяностолетия со дня опубликования энциклики "Рерум новарум". Но я смог закончить свою работу лишь после выхода из больницы

## Содержание
Хотя энциклика по многим аспектам сильно перекликается с предыдущими «социальными» энцикликами римских пап, для «Laborem Exercens» характерна попытка усилить гуманистический аспект «социального вопроса» и сфокусировать внимание на социальной природе труда и достоинстве рабочего человека.
Иоанн Павел II подчёркивает, что труд — это призвание человека «с самого начала». Несмотря на негативные последствия тяжкого труда работа облагораживает человека.
Человек сотворен во Вселенной по образу и подобию Самого Бога, и вселенское назначение человека - господствовать над землей. Следовательно, от начала человек призван к труду. Способность к труду - одно из свойств, отличающих человека от прочих сотворенных существ, чья деятельность связана с необходимостью выживания и поэтому не может быть названа трудом. Лишь человек способен трудиться, лишь человек выполняет работу, и именно поэтому его земное существование связано с непрестанным трудом. Таким образом, на труде лежит особая печать человека и человечества, печать личности, действующей в общине, которая состоит из личностей. Это определяет внутреннее качество труда, составляет, в некотором смысле, саму его природу
Одна из центральных идей энциклики — приоритет человека, «субъекта труда», над капиталом, под которым понимается «сумма вещей» (денег, орудий производства и др. ценностей). Энциклика отвергает рассмотрение человеческого труда исключительно с точки зрения его экономических целей.
Иоанн Павел II подтверждает право на частную собственность, но в то же время подчёркивает важность социальных гарантий для наёмных работников.
В энциклике часто используется выражение «Евангелие труда», для подчёркивания духовного измерения труда, уходящего корнями в создание мира Творцом. Подчёркивается пример самого Христа, трудившегося плотником, и апостола Павла, также зарабатывавшего на хлеб трудом рук своих.
Папа Иоанн Павел II защищает право на труд, право на справедливое вознаграждение и соответствующие ему льготы, а также право на организацию свободных профессиональных союзов. Примечательно, что энциклика вышла в свет в период предельного обострения конфликта между профсоюзом Солидарность и коммунистическими властями Польши, поэтому большинство комментаторов восприняло энергичную защиту свободных профсоюзов в энциклике, как поддержку движения «Солидарность».
Среди слабых сторон энциклики отмечался недостаточно глубокий анализ современной экономики, в частности недостаточное внимание развитию высоких технологий и перехода к постиндустриальному обществу.